# Messier 90
Messier 90 (NGC 4569) é uma galáxia espiral localizada a cerca de 60 milhões de anos-luz (aproximadamente 18,39 megaparsecs) de distância na direção da constelação de Virgem. Possui aproximadamente  anos-luz de diâmetro, uma magnitude aparente de +9,5, uma declinação de +13º 09' 45" e uma ascensão reta de 12 horas 36 minutos 49,9 segundos.
A galáxia NGC 4569 foi descoberta em 18 de Março de 1781 por Charles Messier e pertence ao aglomerado de galáxias de Virgem.

## Descoberta e visualização
A galáxia espiral foi descoberta pelo astrônomo francês Charles Messier em 18 de março de 1981, quando decidiu realizar um empreendimento de observações de nebulosas que estavam naquela região da esfera celeste, na constelação de Virgem. Em apenas uma única noite, catalogou 8 galáxias, incluindo M90, além de um aglomerado globular, Messier 92.

## Caraterísticas

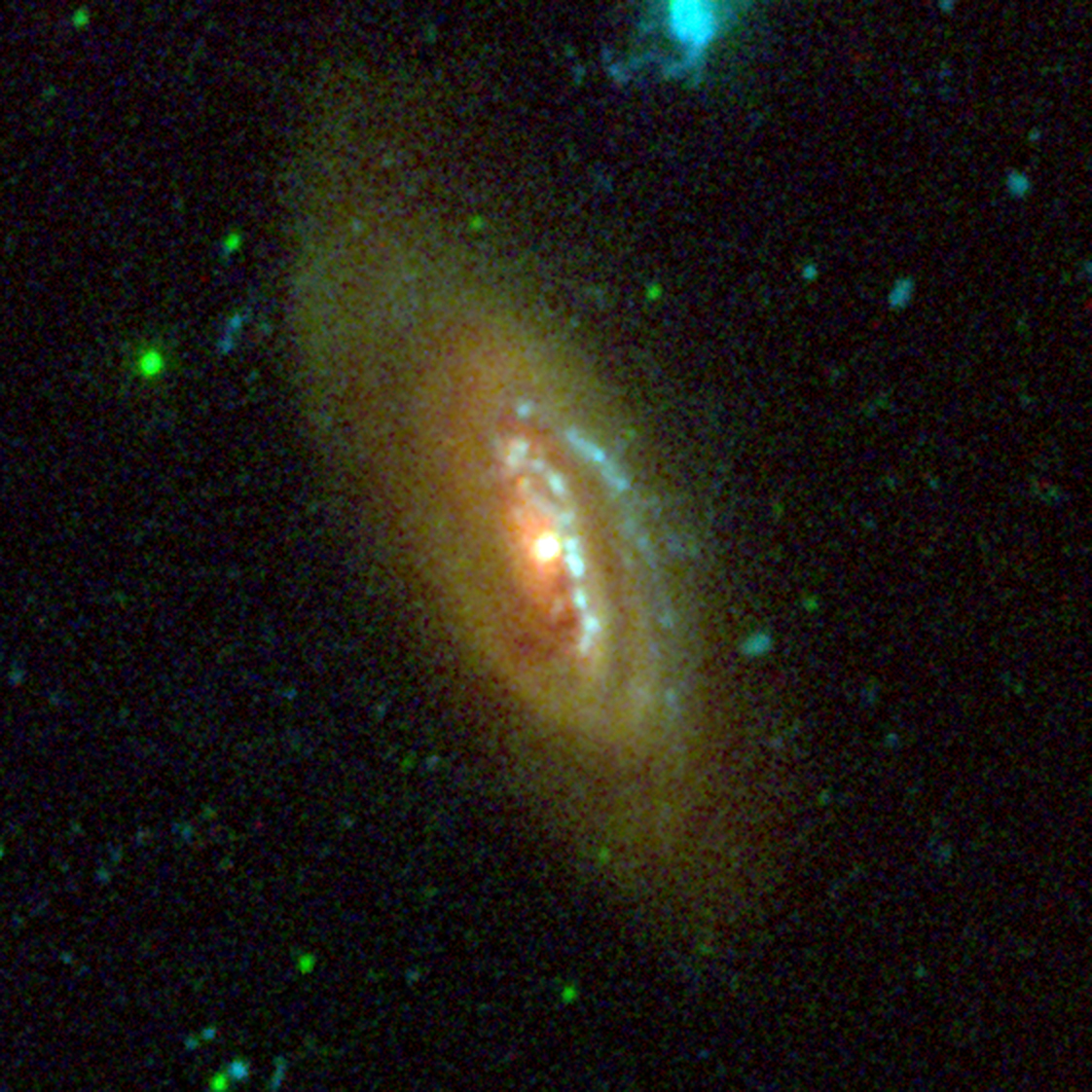
Messier 90, GALEX

É uma das maiores galáxias espirais do aglomerado de Virgem: seu diâmetro aparente de 9,5 x 4,5 corresponde a um diâmetro real de 166 000 anos-luz, considerando sua distância em relação à Terra de 60 milhões de anos-luz, assim como qualquer membro do aglomerado.
Possui braços compactos, embora seja difusos à primeira vista. Praticamente não há formação estelar, apenas próximo ao seu centro galáctico. De acordo com James D. Wray, a galáxia está em transição de uma galáxia espiral para uma galáxia lenticular.
Apesar de ser uma galáxia grande, possui densidade estelar baixa. Aproxima-se da Terra a uma velocidade de 383 km/s, se aproximando do centro do aglomerado de Virgem a uma velocidade de 1 500 km/s. Apenas Messier 86 se aproxima mais rapidamente dentre os objetos Messier.